# Nepterotaea ozarkensis
Nepterotaea ozarkensis là một loài bướm đêm trong họ Geometridae.